# Classificatiebureau
Een onderzoekingsbureau of classificatiebureau, vaak klassenbureau genoemd, is een niet-gouvernementele organisatie die de technische inspectie van schepen en offshore constructies uitvoert. De inspecties dienen om vast te stellen of vaartuigen aan bepaalde standaarden voldoet. Een classificatiebureau neemt echter expliciet geen verantwoordelijkheid voor de veiligheid en zeewaardigheid van de schepen.
Het eerste classificatiebureau was Lloyd's Register, opgericht in 1760.

## Doel
Classificatiebureaus geven regels en voorschriften uit voor de bouw en uitrusting van schepen. Zij houden toezicht op de bouw en volgen de levensloop van een schip door periodieke controle. Deze schepen krijgen een klasse-teken en worden in een register opgenomen. Het Maltezer kruis wordt door classificatiebureaus gebruikt om aan te geven dat een schip onder speciaal survey is gebouwd. Op die manier hebben rederijen, verschepers en verzekeringsmaatschappijen een waarborg voor betrouwbare constructie.
Oorspronkelijk richtten de classificatiebureaus zich op alles wat met de veilige vaart te maken had voor schip, opvarenden en lading. Dit gold onder meer voor:
- de sterkte van de scheepsromp
- de toestand van de uitrusting en de machinerie
- voorschriften voor de maximale diepgang en de schottenindeling
- voorschriften voor onder andere de belading, bevelvoering en navigatie

In de loop der jaren zijn de laatste twee punten overgenomen door de lokale wetgevers, later internationaal onder de Internationale Maritieme Organisatie.
Elke vlaggenstaat stelt eisen aan zaken als stabiliteit, veiligheid en milieu. Vaak worden classificatiebureaus geautoriseerd om deze zaken te controleren. In Nederland werd dit geregeld door de Inspectie Leefomgeving en Transport, voorheen de Scheepvaartinspectie, die hiervoor zeven bureaus heeft erkend.
Tegenwoordig zijn er meer dan 50 classificatiebureaus, waaronder de grote drie: Lloyd's Register (LR), Det Norske Veritas (DNV) en American Bureau of Shipping (ABS).
Veel classificatiebureaus zijn ook een 'aangemelde keuringsinstantie' en doen andere certificeringen, zoals voor het ISO 9000-kwaliteitsborgingssysteem.

## International Association of Classification Societies
Het International Association of Classification Societies (IACS) in Londen is het overkoepelend orgaan van 12 classificatie bureaus. IACS werd opgericht door de 7 belangrijkste bureaus op 11 september 1968. De huidige leden zijn ABS, BV, CCS, CRS, DNV-GL, IRS, KR, LR, NK, PRS, Rina en RS (RS is ook bekend onder RMRS). Hiervan is IRS een geassocieerd lid: Indian Register of Shipping. Geassocieerd lidmaatschap wordt uitgefaseerd; Croatian Register of Shipping was tot 31 december 2004 geassocieerd lid.
IACS is de enige niet-gouvernementele organisatie met waarnemer status die regels mag ontwikkelen en toepassen. De status van de ontwikkelde regels is vastgelegd in de International Convention for the Safety of Life at Sea (SOLAS).

## Goedkope vlag
Het eerste open register is dat van Panama dat dit begon in 1916. De vrees voor politieke instabiliteit en hoge inschrijfkosten in Panama, zorgden voor onvrede bij Amerikaanse eigenaren. Met hulp van Edward Stettinius opende de president van Liberia, William Tubman, in 1948 een open register. De World Peace van Stavros Niarchos was het eerste schip in dat register. In 1967 passeerde Liberia het Verenigd Koninkrijk als grootste vlag. Samen met Panama, tegenwoordig de grootste vlag, vertegenwoordigt Liberia bijna een derde van de wereldvloot.
Goedkope vlaggen stellen lagere eisen aan de uitrusting en bemanning van een schip dan de traditionele zeevarende landen en besteden de inspectie van schepen uit aan de classificatiebureaus in plaats van er een eigen scheepvaartinspectie op na te houden. Dit maakte het aantrekkelijk voor veel rederijen om uit te vlaggen, waardoor de economische binding van een schip met de vlag verdween. Ook verdween daarmee het automatisme van de binding van classificatiebureaus met de vlag, zoals bijvoorbeeld Lloyd's met het Verenigd Koninkrijk en ABS met de Verenigde Staten. Daarmee werd het ook gemakkelijker om van klasse te veranderen. Dit zorgde voor een nieuw fenomeen, class hopping. Een eigenaar die ontevreden is over een klasse kan relatief eenvoudig overstappen naar een ander bureau. Dit heeft tot een grotere concurrentie tussen de bureaus onderling geleid, wat op zijn beurt weer leidde tot een verlichting van de eisen. Hierdoor is het vertrouwen van de scheepvaartsector, maar ook van de Europese Commissie in de classificatiebureaus, afgenomen.
Om class hopping tegen te gaan, heeft de IACS het Transfer of Class Agreement (TOCA) opgesteld.
In 1978 waren een aantal West-Europese landen in Den Haag een memorandum overeengekomen waarin afspraken werden gemaakt om te controleren of de arbeidsomstandigheden aan boord conform de ILO was. Toen dat jaar de Amoco Cadiz zonk, werd besloten om ook veiligheid en vervuilingspreventie mee te nemen in de inspecties. Hiertoe werd in 1982 het Memorandum van Parijs (Paris MoU) afgesloten, waarmee de havenstaatcontrole (Port State Control) werd ingesteld in uiteindelijk 24 Europese landen plus Canada. Feitelijk was dit een reactie op het tekortschieten van de controles van de vlaggenstaten en dan vooral de goedkope vlaggen, die dit gedelegeerd hebben naar classificatiebureaus.